# Троица (группа)
Этно-трио «Троица» — белорусский этно-ансамбль, лидером которого является известный собиратель фольклора Иван Кирчук.

## История
- Коллектив образован в 1996 году.
- В 1998 г. участие в передаче «Звездный час» с Сергеем Супоневым.
- В 2000 г. участие в программе «Антропология» с Дмитрием Дибровым
- В 2005 г. коллектив выступил на российском музыкальном канале «О2ТВ», а также был занят записью саундтреков к белорусским кинофильмам.
- В 2008 г. группа номинирована на премию «WorldMusicTree», и изданы сразу два новых диска «Сон-трава» и «Жар-Жар». Последний записан в творческом союзе с продюсером группы Ляпис Трубецкой — Евгением Колмыковым.
- 2011 г. В польской TR-Studio записан новый альбом «Зимачка».

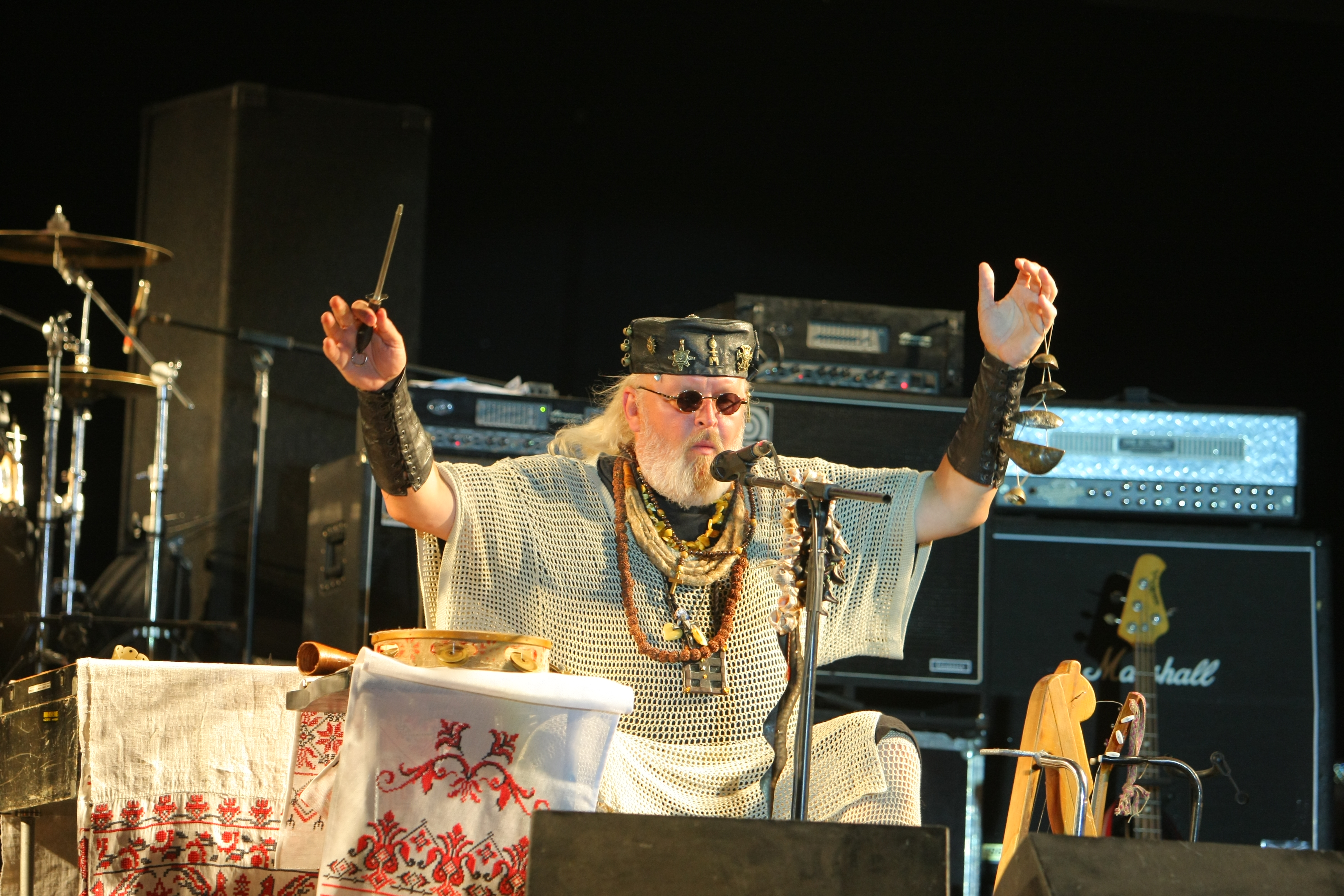
Джаз Коктебель 2009

### Пресс-релиз
Это группа из Минска, которая достойно представляет белорусский фольклор на международных фестивальных площадках.
Первый состав группы Троица собрался в 1995 году. Основатель группы — Иван Иванович Кирчук. Также в состав входили: Виталий Шкиленок (гитара) и Дмитрий Лукьянчик (перкуссия, вокал). За первые три года группа дала более 100 концертов в Польше, Германии, Голландии, Австрии, Венгрии, России, Беларуси, Бельгии, Португалии, Словении, Хорватии, Боснии и Герцеговине.
Известность группе принесло выступление на одной концертной площадке с Юрием Шевчуком. А затем участие в крупной концертной программе на Красной площади в Москве, посвященной юбилею столицы России. Серия концертов на международных площадках. Таким образом, известность белорусской группы пришла в Беларусь из-за границы.
В 1998 году вышел первый компакт-диск на PAN-Records в Голландии. С начала 1999 года первый состав группы прекратил своё существование.
Но уже в феврале 1999 года образовался новый состав с лидером группы Иваном Кирчуком, барабанщиком группы «Князь Мышкин», Юрием Павловским и гитаристом Юрием Дмитриевым.
PAN-Records в 2000 г. выпустила сольную программу Ивана Кирчука — «Наследие погибших деревень». Эта программа была записана отдельным проектом на студии в Голландии в 1999 году.
Второй состав группы за последующие 12 лет выступал с концертами в Польше, Германии, Голландии, Малайзии, Венгрии, России, Беларуси, Эстонии, Литве, Латвии, Молдавии, Словении, Хорватии, Боснии и Герцеговине, Сербии, Испании, Швейцарии. В 2001 году был записан второй компакт-диск «Журавы» в студии «Sing-Sing» (Голландия) и выпущен на все той же PAN-Records.
В 2004 году вышел третий компакт-диск «Семь», который записан в студиях Белтелерадиокомпании и «Селах» в г. Минске.
На англоязычных афишах указано, что группа играет в стиле folk-fusion. Folk-fusion — это стиль, который соединяет в себе разные музыкальные направления, приемы и манеру исполнения, разнообразные инструменты и т. д. Троица умело и тонко вплела в полотно белорусской традиционной песни современные звучание и ритм, а также нетрадиционные для Беларуси музыкальные инструменты. Музыканты используют инструменты практически со всех континентов (Латинской Америки, Африки, Азии, Европы), разве что пока нет инструментов из Арктики и Антарктиды.
В 2005—2006 гг. группой Троица были созданы саундтреки к полнометражным детским художественным фильмам «Маленькие беглецы» («Беларусьфильм») и «Три талера» («БелТелерадиокомпания-Беларусьфильм»).
В 2008 году были выпущены два новых CD: «Сон-трава» одновременно в Беларуси (West Records) и в Польше (Fonografica) и «Жар-Жар» в Беларуси (West Records). Также трио записало саундтрек к 4-серийному телесериалу «Тень самурая».
В 2010 году единственная группа Беларуси, которая отыграла сольный концерт на фестивале искусств «Славянский базар»
В апреле 2011 вышел новый альбом группы — «Зімачка». Диск записан и сведен на польской студии TR-Studio. Звукорежиссёр Tomasz Rogula. Альбом издан фирмой «Вигма» (Беларусь, 3666-1).
Послушать его можно тут.
В феврале 2016 года группа выступила на крупнейшем международном фестивале World Music в Латинской Америке WOMAD Chile в городе Сантьяго.

## Дискография
- 1998 — Троіца (PAN-Records)
- 2001 — Журавы (PAN-Records & ETTroitsa)
- 2004 — Сем (е-т Троіца)
- 2008 — Сон-трава (West Records, WR0211)
- 2008 — Жар-Жар (West Records, WR0241)
- 2011 — Зімачка (Vigma, 3666-1)
- 2018 — Цар-агонь (Vigma, 3070)

## Состав
- Иван Кирчук — вокал, домра, смык, гусли, дудки, жалейки, губная гармоника, лира, окарины, rainstick
- Юрий Павловский — ударные инструменты
- Юрий Дмитриев — струнные инструменты

## Фестивали
Чили
- «WOMAD Chile» фестиваль — Сантьяго, Чили (2016)

Беларусь
- «Таукачыки» фестиваль — Минск, (2000)
- «Вольнае паветра» фестиваль — Крупки-Валожин, (07.2006, 07.2007, 07.2008, 08.2010, 08.2012, 07.2014)
- «Камяніца» фестиваль — п. Азярцо (Строчыцы), (09.2010, 09.2011, 09.2014)
- «WorldMusicTree» фестиваль — Витебск. (05.2008)
- «Славянский базар» — Витебск (07.2010)

Россия
- «Песни конца XX века» Рок-фестиваль — С-Петербург, (1997)
- «World Music» Фестиваль — Москва, (09.1997)
- «Этностиль» World Music Фестиваль — С-Петербург, (06.2005)
- «Золотая маска» Театральный фестиваль — Москва, (03.2005, 03.2006)
- «Крутушка» фольклорный фестиваль — Казань, (08.2009, 08.2011)
- «Этномеханика» World Music Фестиваль — С-Петербург, (09.2009)
- «Шарабан, колесо времени» World Music Фестиваль — Нижний Новгород, (10.2011)
- «Троица, всё живое» Фестиваль — Электроугли, (09.2013)
- «pre WOMAD Russia» Фестиваль — Коломенское, Москва, (09.2013)
- «WOMAD Russia» Фестиваль — Пятигорск, (09.2013)
- «МИР СИБИРИ» Фестиваль — Шушенское, (07.2015)
- «КАМВА» Фестиваль — Пермь, Хохловка (08.2015)

Украина
- «Країна Мрій» Festival — Киев, (2007)
- «Шешори» Festival — Немиров, (2007)
- «Koktebel Jazz Festival» — Крым, (2009)
- «Ніч у Луцькому Замку» — Луцк, (2012)

Германия
- «Bonner Sommer» Festival — Bonn, (07.2009)
- «Sommer Festival der Kulturen» — Stuttgart, (07.2012)
- «Bardentreffen» Festival — Nurnberg, (07.2013)

Испания
- «Etnosur» Festival — Alcalá la Real, (07.2012, 07.2013)
- «Pirineos Sur» Festival — Sallent de Gallega, (07.2013)

Нидерланды
- «Mundial» Festival — Tilburg, (06.1998, 06.2000)
- «Oerol» Festival — Terschelling Island, (06.1998, 06.1999)
- «Virus» Festival — (06.1998)
- «Holnd Fstvl» Festival — Amsterdam, (06.1998)
- «Amsterdam Roots» Festival — Amsterdam, (06.1998)
- «Het Haarlemmerhout» Festival — Haarlem, (06.1998, 06.2000)
- «Amsterdam Arts» Festival — Amsterdam, (06.1999)
- «2 Folk» International Festival — Tilburg, (01.2001)
- «Folkwoods» Festival — Eindhoven, (08.2001, 08.2006, 08.2009)
- «Womex» Festival (solo I.Kirchuk) — Rotterdam, (10.2001)
- «Freesland Folk» Festival — Leewarden, (06.2002)
- «Ruigoord» Festival — Amsterdam, (08.2006)
- «Fete de la Musique» Festival — Eindhoven, (06.2012)

Словения
- «Mediteran» Festival — Koper, (06.1998)
- «TRN Fest» Festival — Ljubljana, (08.1999)

Польша
- «Mikolajki Folkowe» Festival — Lublin, (12.1998, 12.2006)
- «Noc Swietojanska» Festival — Lublin, (06.2001, 06.2009)
- «Ethnosfera» Festival — Skierniewice, (07.2003)
- «Spotkania Folkowe» Festival — Czeremcha, (06.2002, 06.2005, 07.2011)
- XXVI Folkowy Europejskiej Unii Radiowej, Festival — Gdansk, (08.2005)
- Kultury Bialoruskiej, Festival — Wroclaw, (06.2006, 10.2015)
- Teatrow Europy Srodkowej «Sasiedzi», Festival — Lublin, (06.2006)
- «Basowiszcza», Festival — Grodek, (07.2006, 07.2008, 07.2010)
- «Na Skrzyzowaniu Kultur», Festival — Warszawa, (09.2006, 09.2015)
- «Open Air», Festival — Gdynia, (07.2008)
- «Globaltica», Festival — Gdynia, (07.2010)
- «Spotkanie Kultur», Festival — Szczecin, (08.2010)
- «Inny Wymiar (The Other Dimension)», Festival — Bialystok, (09.2013)

Босния и Герцеговина
- «Saraevska Zima» Festival — (03.1999)
- «Jazz&Music» Festival — Zelenkovac, Mrkonic Grad, (08.2000, 07.2003)

Венгрия
- «Matav Kalaka» FOLK Festival — Miscolc, (03.1999, 07.2000, 07.2003)
- «Sziget» (Folk-es vilagzene & Petofi Csarnok Folkszinpad) Festival — Budapest, (08.1999, 08.2000, 08.2002, 08.2003)[2]
- «A Zene Unepe» Festival — Budapest, (06.2005)

Малайзия
- «Rainforest World Music» Festival — Island Borneo, Kuching, (07.2002)

Молдова
- «Ethno-Jazz-Trio» Festival — Кишинёв, (09.2002)

Эстония
- «MAA ja ILM» Festival — Tartu, (03.2003)
- «Viljandi Parimusmuusika» Folk-Music Festival — Viljandi, (07.2004)

Литва
- «Suklegos» Festival — Kaunas, (09.2003)
- «VILNIUS MUSIC WEEK 2012» Festival — Vilnius, (09.2012)
- «Mėnuo Juodaragis» Festival — Zarasaj, (08.2015)

Латвия
- «Pasaules Muzika» Festival — Riga, (11.2003)
- «Porta» Festival — Riga, (11.2009)

## Награды
- Лучший альбом 2008 года по версии сайта experty.by — альбом «Сон-Трава»;
- Лучший фольк-альбом 2008 года по версии сайта experty.by — альбом «Сон-Трава»;
- Ultra-Music Awards 2011 «За вклад в развитие белорусской музыки»;
- Лучший альбом 2011 года по версии сайта experty.by — альбом «Зімачка»;
- Лучший белорусскоязычный альбом 2011 года по версии сайта experty.by — альбом «Зімачка»;
- Лучший фольк-альбом 2011 года по версии сайта experty.by — альбом «Зімачка»;
- Приз «народных экспертов» по версии сайта experty.by — альбом «Зімачка»;
- Приз «большого жюри» по версии сайта experty.by — альбом «Зімачка»;
- Национальная музыкальная премия (2011 год) — «Лучшая музыкальная группа»[3].

## Фильмография
- TROITSA (45 min), 1998, БелТВ компания, Беларусь
- TROITSA. Live 2000 in Minsk (55 min), 2002, БелВидеоЦентр, Беларусь (реж. В. Шевелевич)
- TROITSA. Концерт в Молодечно. (40 мин) 2003, БелТВ компания, Беларусь
- TROITSA. Интервью + Концерт в Варшаве. 2008, БелСАТ компания, Польша
- TROITSA. Концерт в КЗ «Минск». (100 мин) 2009, ОНТ компания, Беларусь